# النزاع الكوري
يعبر مصطلح النزاع الكوري عن الصراع المستمر القائم على انقسام شبه الجزيرة الكورية بين كوريا الشمالية (جمهورية كوريا الديمقراطية الشعبية) وكوريا الجنوبية (الجمهورية الكورية)، كل من الدولتين تدعي امتلاكها الحكومة الشرعية الوحيدة والسلطة الحاكمة لجميع أجزاء كوريا. خلال الحرب الباردة، تلقت كوريا الشمالية دعم الاتحاد السوفيتي والصين والدول الشيوعية الحليفة لها، في حين تلقت كوريا الجنوبية دعم الولايات المتحدة الأمريكية والحلفاء الغربيين. حدث تقسيم القوى الخارجية لشبه الجزيرة الكورية بعد انتهاء الحرب العالمية الثانية بدءًا من عام 1945 حتى اكتمال التقسيم بشكل رسمي عام 1948، وصل التوتر بين الطرفين إلى ذروته مع اندلاع الحرب الكورية التي استمرت منذ عام 1950 حتى عام 1953. لدى انتهاء الحرب الكورية، كان البلدان منهكين بعد الدمار الكامل لمعظم أجزائهما، لكن التقسيم استمر. حافظت الكوريتان على مواجهة عسكرية مباشرة على الحدود مع حدوث بعض الاشتباكات بين الحين والآخر. لم ينته هذا الصراع مثل غيره بانتهاء الحرب الباردة وهو مستمر حتى اليوم.
تحافظ الولايات المتحدة الأمريكية على وجود عسكري في الجنوب لمساعدة كوريا الجنوبية تنفيذًا لاتفاقية الدفاع المشترك بين الجمهورية الكورية والولايات المتحدة. في عام 1997، وصف الرئيس الأمريكي بيل كلينتون النزاع الكوري بأنه «آخر الانقسامات المتبقية من الحرب الباردة». في عام 2002، صنف الرئيس الأمريكي جورج بوش كوريا الشمالية عضوًا في «محور الشر». في مواجهة العزلة المتنامية، طورت كوريا الشمالية إمكانيات صاروخية ونووية. بالإضافة إلى ما سبق، يمكن اعتبار الصراع الكوري شكلًا من أشكال الحرب بالوكالة للدول الكبرى مشابهًا لمشكلة الشرق الأوسط.
بعد ازدياد التوتر بين الطرفين في عامي 2017، شهد عام 2018 انعقاد سلسلة من القمم التي جمعت كوريا الشمالية والجنوبية والولايات المتحدة، والتي تعهدت بالسلام ونزع السلاح النووي. أدى ذلك إعلان بانومونجوم في السابع والعشرين من أبريل عام 2018، حين اتفقت الحكومتان على العمل سويًا لإنهاء النزاع.

## خلفية تاريخية
احتلت إمبراطورية اليابان شبه الجزيرة الكورية عام 1910. في العقود التالية من السيطرة اليابانية على كوريا، برزت مجموعات وطنية ومتطرفة معظمها في المنفى، مطالبة بالنضال من أجل الاستقلال. بسبب انقسامها من النواحي الفكرية والتطبيقية، لم تنجح هذه المجموعات في الاتحاد تحت راية وطنية واحدة. فشلت الحكومة الكورية المؤقتة -الموجودة في الصين- في الحصول على اعتراف واسع النطاق. من القادة العديدين المطالبين بالاستقلال الكوري نذكر الزعيم المحافظ ري سنغ مان الذي درس في الولايات المتحدة ومارس الضغط على حكومتها لاتخاذ موقف داعم له، بالإضافة إلى الشيوعي كيم إل سونغ الذي شارك في حرب العصابات ضد الجيش الياباني من منطقة منشوريا المجاورة شمال الصين.
بعد انتهاء الاحتلال، اتُهم العديد من المسؤولين الكوريين عاليي المراتب بالتعاون مع الإمبريالية اليابانية. بدأ صراع محتدم ودموي بين الرموز المحلية المختلفة والمجموعات السياسية المتنافسة على السلطة.

## تقسيم كوريا
في التاسع من أغسطس عام 1945، وفي الأيام الأخيرة من الحرب العالمية الثانية، أعلن الاتحاد السوفيتي الحرب على اليابان وتقدم باتجاه كوريا بطلب من الولايات المتحدة الأمريكية. على الرغم من اتفاق الحلفاء في مؤتمر يالطا على إعلان الاتحاد السوفيتي الحرب على اليابان، اتفقت الولايات المتحدة مع الاتحاد السوفيتي على أن يكون تقدم السوفيت داخل كوريا محدودًا بخط العرض 38 شمال خط الاستواء، وهذا ما حدث. وصلت قوات الولايات المتحدة بعد أسابيع قليلة واحتلت الجزء الواقع جنوب خط العرض الثامن والثلاثين، والذي يشمل العاصمة سول. أُضيف هذا إلى الأمر العام رقم 1 للقوات اليابانية بعد استسلام اليابان في الخامس عشر من أغسطس. في الرابع والعشرين من أغسطس، دخل الجيش الأحمر إلى بيونغيانغ وأسس حكومة عسكرية في كوريا شمال الخط 38. رست القوات الأمريكية في الجنوب بتاريخ الثامن من سبتمبر وأسسوا حكومة الجيش العسكري الأمريكي في كوريا.
تخيل الحلفاء في البداية إمكانية إجراء اتفاق عمل مشترك يوجه كوريا نحو الاستقلال، لكن معظم الوطنيين الكوريين أرادوا الاستقلال مباشرة. في ذلك الحين، تراجع التعاون العسكري الحربي بين الاتحاد السوفيتي والولايات المتحدة مع بدء الحرب الباردة. بدأت القوتان المحتلتان بالترويج لأنظمة الحكم التي تدعم سياسات كل منهما وحاولت كل منهما دحض أفكار الأخرى. كان عدد كبير من القادة السياسيين الذين ظهروا حديثًا على الساحة من بين المنفيين العائدين الذين لم يملكوا دعمًا شعبيًا كبيرًا.
في كوريا الشمالية، دعم الاتحاد السوفيتي الشيوعيين الكوريين. أصبح كيم إل سونغ -الذي كان قد عمل في الجيش السوفيتي منذ عام 1941- الرمز السياسي الأهم، كما كان النظام الاجتماعي جماعيًا ومركزيًا على نمط النموذج السوفيتي. كان الوضع السياسي في الجنوب أكثر اضطرابًا، لكن ري سنغ مان -الذي كان قد حصل على تعليمه في الولايات المتحدة- المعادي الكبير للشيوعية وُضع على قمة الهرم السياسي. تعرض الزعيمان المنافسان كيم كو وليو وون-هيونغ للاغتيال.
في كوريا الجنوبية، عُقدت انتخابات شعبية عامة في العاشر من مايو عام 1948. تأسست الجمهورية الكورية برئاسة ري سنغ مان، وبذلك حلت هذه السلطة محل الاحتلال العسكري الأمريكي رسميًا في الخامس عشر من أغسطس. في كوريا الشمالية، أُعلن عن تأسيس جمهورية جمهورية كوريا الديمقراطية الشعبية في التاسع من سبتمبر، بوجود كيم إل سونغ الذي شغل منصب رئيس الحكومة. غادرت قوات الاحتلال السوفيتي البلاد في العاشر من سبتمبر عام 1948، أما القوات الأمريكية فقد غادرت الجمهورية الكورية في العام التالي، مع الإبقاء على مجموعة استشارية عسكرية كورية لتدريب جيش جمهورية كوريا. تبنى النظامان الحاكمان الجديدان اسمين مختلفين لكوريا: اختار الشمال اسم تشوسون، أما الجنوب فاختار هانغوك.
اعتبرت كل من الحكومتين نفسها الحكومة الشرعية لكامل كوريا (بشكل مشابه للوضع الحالي)، ونظرت إلى التقسيم كأمر مؤقت. ضغط كيم إل سونغ على ستالين تسي تونغ لدعم حرب التوحيد التي ينوي خوضها. بشكل مشابه عبّر ري سنغ مان بشكل متكرر عن رغبته باحتلال الشمال. في عام 1948، قطعت كوريا الشمالية -التي امتلكت جميع محطات توليد الطاقة الكهربائية تقريبًا- الكهرباء عن الجنوب. خلال الفترة السابقة لاندلاع الحرب الأهلية، حدثت اشتباكات متكررة على الخط الحدودي، خصوصًا في كايسونغ وأونجين بادر بها كل من الطرفين.
خلال هذه الفترة، حدثت انتفاضات متعددة في الجنوب مثل انتفاضة جيجو وتمرد يو سون شون، اللتين تعرضتا لقمع عنيف. بشكل إجمالي، خسرت كوريا نحو 100,000 شخص قبل أن تبدأ الحرب الكورية.

## الحرب الكورية
بحلول عام 1950، امتلكت كوريا الشمالية تفوقًا عسكريًا واضحًا على نظيرتها الجنوبية. قدم المحتلون السوفيت لكوريا الجنوبية فائضًا من الأسلحة وزودوا الجيش بالتدريب. كان الكثير من الجنود العائدين إلى كوريا الشمالية ذوي خبرة حربية هامة اكتسبوها من المشاركة في الحرب الأهلية الصينية التي كانت قد انتهت للتو. توقع كيم إل سونغ انتصارًا سريعًا، إذ توقع حدوث انتفاضات داعمة للشيوعية في الجنوب وعدم تدخل الولايات المتحدة. بدلًا من اعتبار الموضوع حربًا أهلية، نظر الغرب إلى هذا الصراع من زاوية الحرب الباردة كاعتداء شيوعي، وذلك في ظل الأحداث التي حصلت قبل فترة قريبة في كل من الصين وأوروبا الشرقية.